# جیمز کی. جونز
جیمز کی. جونز (به انگلیسی: James K. Jones) سناتور سابق عضو حزب دموکرات ایالات متحده آمریکا بود. وی در سال ۱۸۸۵ تا ۱۹۰۳ میلادی سناتور ایالت آرکانزاس در سنای ایالات متحده آمریکا بود.